# Marisol Espinoza
Marisol Espinoza Cruz (Castilla, 30 de julho de 1967) é uma política e jornalista peruana. Filiada ao Partido Nacionalista Peruano, foi eleita deputada (Congresista) em 2006 e, nas eleições de 2011 sagrou-se vitoriosa na chapa de Ollanta Humala. De acordo com o determinado pela Constituição, Espinoza foi eleita primeira vice-presidente e o segundo vice-presidente eleito foi Omar Chehade, que veio a renunciar em 2012. 